# Ophiura gagara
Ophiura gagara is een slangster uit de familie Ophiuridae.
De wetenschappelijke naam van de soort werd in 1949 gepubliceerd door Alexander Michailovitsch Djakonov.